# Consularia Italica
De Consularia Italica is een verzameling consulaire fasti gepubliceerd in 1892 door de Duitse historicus Theodore Mommsen als onderdeel van de ' Monumenta Germaniae Historica '. Ze zijn samengesteld uit:
1. Anonymi valesiani pars posterior
2. Snelle vindobonenses priores
3. Fasti vindobonenses posteriores
4. Paascampanum
5. Continuatio hauniensis Prosperi
6. Uittreksel van Barbaro Scaligeri
7. Uittreksel ex Agnelli Libro pontificali ecclesiae ravennati